# Nikolaos Zachariadis

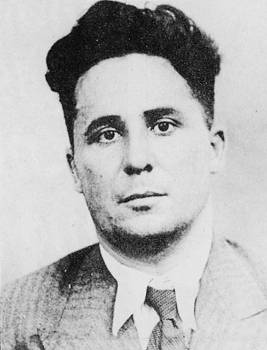
Nikolaos Zachariadis

Nikolaos Nikos Zachariadis (Grieks: Νίκολαος „Νίκος“ Ζαχαριάδης) (Edirne, 27 april 1903 - Soergoet, 8 augustus 1973) was een Grieks communistisch politicus.

## Levensloop
Als jongere raakte Zachariadis in 1917 onder de indruk van de Oktoberrevolutie in Rusland. Kort daarop ging hij naar Moskou om aan de Communistische Universiteit voor de Arbeiders uit het Oosten te studeren.
In 1923 keerde hij terug naar Griekenland en werd lid van de Communistische Jeugd Griekenland (KNE). Na arrestatie keerde hij echter terug naar de Sovjet-Unie om er tot in 1931 te blijven. In 1931 moest Zachariadis terugkeren naar Griekenland om de sterk ontbonden Communistische Partij van Griekenland  terug op te bouwen. Nog in datzelfde jaar werd hij secretaris-generaal van de partij op aansporen van Jozef Stalin en het Komintern.
In 1936 werd Zachariadis opgepakt door de geheime politie tijdens de dictatuur van Ioannis Metaxas. In oktober 1940 stuurde Zachariadis een brief vanuit de gevangenis waarin hij opriep dat alle Grieken zich achter Metaxas moesten scharen en om zich tegen de Italiaanse invasie van Griekenland te verzetten. In twee volgende brieven riep hij daartegen op om te rebelleren tegen Metaxas en verklaarde hij dat de oorlog tussen het Verenigd Koninkrijk en het Duitse Rijk puur imperialistisch was.
Na de bezetting van Griekenland werd hij door de Duitse Wehrmacht naar het concentratiekamp Dachau gevoerd. Hij overleefde het concentratiekamp en werd in mei 1945 door de geallieerden bevrijd.
Toen hij terug in Griekenland aankwam, werd hij opnieuw secretaris-generaal van zijn partij. Tijdens de Griekse Burgeroorlog kwam hij in conflict met zijn aartsrivaal Markos Vafiadis. Op 7 februari 1949 volgde Zachariadis hem op als leider van de Voorlopige Democratische Regering en behield dit mandaat tot 3 april van datzelfde jaar.
Nadat het communistische leger verslagen werd en daardoor de Griekse Burgeroorlog eindigde, ging hij in ballingschap naar de Sovjet-Unie.
Door de destalinisatie viel hij in 1956 in ongenade bij de Communistische Partij van Griekenland en werd hij ontslagen als secretaris-generaal. In februari 1957 werd hij ten slotte als partijlid geroyeerd.
De rest van zijn leven bracht hij door in Siberië, eerst in Jakoetsk en later in Soergoet. In 1973 pleegde hij zelfmoord.
- Gemeinsame Normdatei: 11889949X
- International Standard Name Identifier: 0000 0000 6667 7445
- Library of Congress Control Number: n82046965
- Nationale Bibliotheek van Tsjechië: jo20191030992
- Nationale bibliotheek van Australië: 36103746
- Nederlandse Thesaurus van Auteursnamen: 251937496
- Système universitaire de documentation: 145518965
- Trove: 1212887
- Virtual International Authority File: 54946518
- WorldCat: E39PBJt3VH87k4Tb7jhB7G3xXd